# Claudine Rhédey von Kis-Rhéde
Claudine Rhédey von Kis-Rhéde (Erdőszentgyörgy, 21 de setembro de 1812 — Pettau, 1 de outubro de 1841) era a esposa do duque Alexandre de Württemberg. O seu filho, Francisco, duque de Teck, era pai da princesa Maria de Teck, consorte do rei Jorge V do Reino Unido.

## Primeiros Anos
Claudine nasceu uma condessa húngara em Erdőszentgyörgy, na Transilvânia, que na altura pertencia ao Império Austríaco e actualmente pertence à Roménia. O seu pai era o conde László Rhédy de Kis-Rhéde e a sua mãe a baronesa Ágnes Inczédy de Nagy-Várad, uma descendente directa de Ferenc Rhedey, príncipe da Hungria entre 1657 e 1658. Quando nasceu, o seu título era condessa Klaudina Rhédey de Kis-Rhéde.

## Casamento
Em 1830, Claudine conheceu o duque Alexandre de Württemberg, sobrinho do rei Frederico I de Württemberg. Na altura o duque não conseguia falar húngaro. Por essa razão, Alexandre aprendeu a língua húngara e, cinco anos depois, poderia se casar com Claudine. 

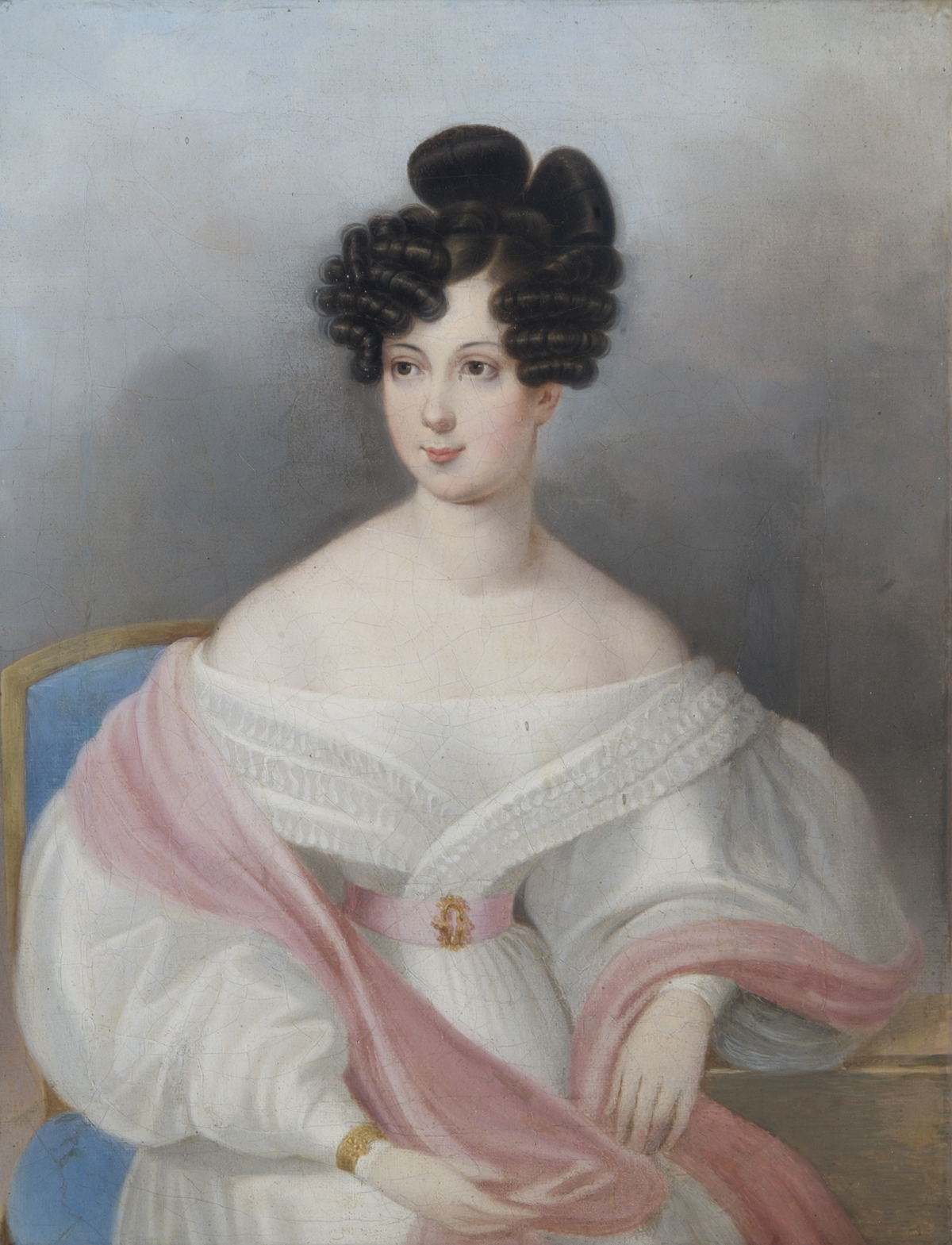
Claudine Rhédey von Kis-Rhéde (1812-1841), Condessa de Hohenstein. por volta de 1830.

Em 1835, casou-se com o duque Alexandre de Württemberg, filho do duque Luís, Duque de Württemberg, irmão mais novo do rei Frederico I de Württemberg. Devido às leis alemãs de sucessão, Claudine não era considerada um membro da realeza e o casamento foi declarado morganático. A condessa não teve direito ao título de duquesa, mas recebeu o de condessa von Hohenstein a 16 de Maio de 1835, pouco antes do casamento.
 Francisco casou com a Princesa Maria Adelaide de Cambridge, uma neta do Rei Jorge III. Francisco tornou-se membro da Família Real Britânica. Sua filha mais velha, Maria de Teck, casou-se com Jorge, Duque de Iorque em Julho de 1893. Quando ele foi coroado como Jorge V em 1910, ela tornou-se Rainha do Reino Unido. O atual monarca britânico, Carlos III, é tetraneto de Claudine.

## Descendência
- Claudina de Teck (11 de fevereiro de 1836 - 18 de novembro de 1894), morreu solteira e sem descendência.
- Francisco, Duque de Teck (28 de agosto de 1837 – 21 de janeiro de 1900), casado com a princesa Maria Adelaide de Cambridge; com descendência.
- Amélia de Teck (12 de bovembro de 1838 - 20 de julho de 1893), casada com o conde Paul von Hügel; com descendência.

## Morte
Lamentavelmente, Claudine não viveu para ver seu filho se tornar membro da Família real britânica. Não se sabe muito sobre a vida posterior de Claudine, exepto que ela morreu em 1841, em um acidente de carruagem ou de cavalo, enquanto visitava o marido em um campo de treinamento militar na Áustria, com a tenra idade de 29 anos.
A cripta da família Rhédey encontra-se na Igreja Reformada de Sângeorgiu de Pădure.